# Милојев дар
Милојев дар је српски играни филм из 2022. године.

## Радња
Милојев Дар је играни филм, који је настао по истинитом догађају, прича о подвижнику и јунаку, српском војнику Милоју Николићу.
Као и многи његови вршњаци из села, Милоје креће у рат. Пре поласка, како вера налаже одлази у цркву да се причести Тајнама Христовим и помоли Господу да му одлазак у борбу на спасење буде.
Његова љубав према отаџбини је нешто посебно, данас тешко схватљиво, али управо она изнедриће најлепше црте његовог карактера, кога немилосрдно ваја ратни вихор.
Радња је смештена у 1913.годину, након рањавања капетана Радивоја Радосављевића у Другом балканском рату.
Једини начин да преживи био је да се пресади парче туђе здраве коже. Милоје иако је лежао у болници и сам рањен и то по шести пут, сетивши се значаја и улоге својих војних старешина у тешким ратним тренуцима, када су нада и очи потчињених биле управљене на њих, одлучио је да почини још веће јунаштво. Из поштовања према рањеноме Николић ни тренутак није размишљао, понудио је да се од њега узме део тела-кожа, и да рањеном капетану из друге јединице.
Читава прича добија и романтичне обрисе кроз љубав која се у болници рађа између њега и медицинске сестре која га је неговала. Њоме ће се касније и оженити.
Није мислио на себе, радовао се јер може да буде од користи својој земљи и помогне официру који командује војском. За њега то је био животни позив на који се људски одазвао.
Милоје је насликао лик српског војника који кроз подвиг љубави спасење задобија.

## Улоге

### Главни
- Владимир Јоцовић као млад Милоје Николић
- Иван Вучковић као пуковник Никола Стефановић
- Бора Ненић као Војник рањеник
- Јелена Вукићевић као млађа Крстина
- Драгослав Илић као краљ Петар
- Радомирка Рада Шарић као ћерка Милојева
- Дејан Тончић као Спасоје
- Милица Стефановић као болничарка
- Александар Ђурђевић као свештеник
- Ненад Тешмановић као ратни свештеник
- Тодор Трифуновић као Часлав
- Владимир Ђорђевић као Министар војни
- Баћко Букумировић као Војник рањеник
- Никола Кнежевић као отац
- Стеван Величковић као Драгољуб
- Зарија Васић као доктор
- Стојан Гајић као војник писар
- Иван Ћирић као Милисав